# Karl Heffner

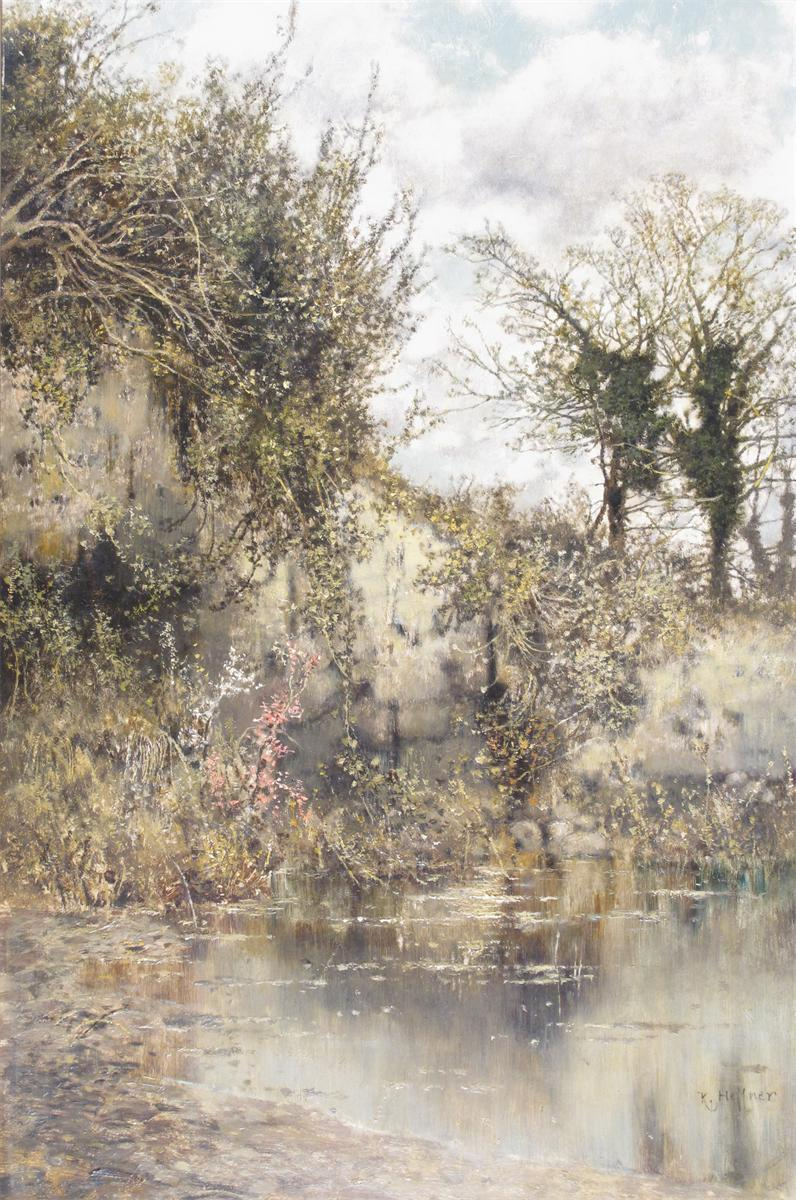
Karl Heffner: „Flusslandschaft“

Karl Heffner (* 1849 in Würzburg; † 1927 in Berlin) war ein Landschaftsmaler des frühen Deutschen Impressionismus.

## Leben und Wirken
Heffner studierte in München Musik und bildete sich als Maler autodidaktisch weiter. In seiner Münchner Zeit verkehrte er im Lenbach-Kreis und wurde vom Münchner Landschaftsmaler Adolf Stademann ausgebildet. Er unternahm zahlreiche Reisen nach England und Italien als auch nach Oberbayern und an die Ostsee. Ab 1894 war er in Dresden ansässig, dann in Freiburg im Breisgau und schließlich in Berlin. Bis 1888 verbrachte er die Wintermonate in Rom.  
Sein Schaffen stand unter dem starken Einfluss der englischen und französischen Landschaftsmalerei; Vorbilder für Heffner waren die Meister der „Schule von Barbizon“. Bevorzugtes Motiv wurde die „einsame Natur“. In England gehörte er zu den bestbezahlten Meistern, um 1883 wird er als führender deutscher Landschaftsmaler bezeichnet.
Heffners Arbeiten wurden in Ausstellungen u. a. in Paris, Wien, München, Berlin und London gezeigt. Er ist mit Werken vertreten in der Neuen Pinakothek in München sowie in Museen von Bristol, Rochdale, Milwaukee, Melbourne und Sydney. Heffner war Mitglied der 1899 in Freiburg gegründeten Künstlervereinigung „Breisgauer Fünfer“ denen außerdem Hermann Dischler (Vorsitzender), Fritz Reiss, Carl Schuster und Ludwig Zorn gehörten. Genannt wird er in früheren Jahren auch als häufiger Tafelgenosse der Münchener Künstlergesellschaft „Allotria“.

## Arbeiten Heffners im Museum im Kulturspeicher
Das Würzburger Museum im Kulturspeicher besitzt folgende Gemälde des Künstlers:
- Am Starnbergersee
- Meeresufer
- Dünenlandschaft
- Grunewaldlandschaft
- Sonnenuntergang am Wasser, um 1880
- Holländische Landschaft (mit Windmühle)
- Schottisches Hochmoor
- Meereswelle
- Waldweg mit Waldarbeitern und Beerensammlerinnen, um 1890
- Italienerin am Brunnen
- Italienische Landschaft, um 1890
- Sommerlandschaft
- Moorlandschaft, um 1880
- Häuser am Fluss
- Altwasser

Zudem die aquarellierte Bleistiftzeichnung Ausfahrendes Fischerboot (1908) und ein Aquarell aus dem Jahr 1895. 
In der Dauerausstellung (Raum 3) ist das Bild Italienische Landschaft zu sehen.

## Galerie

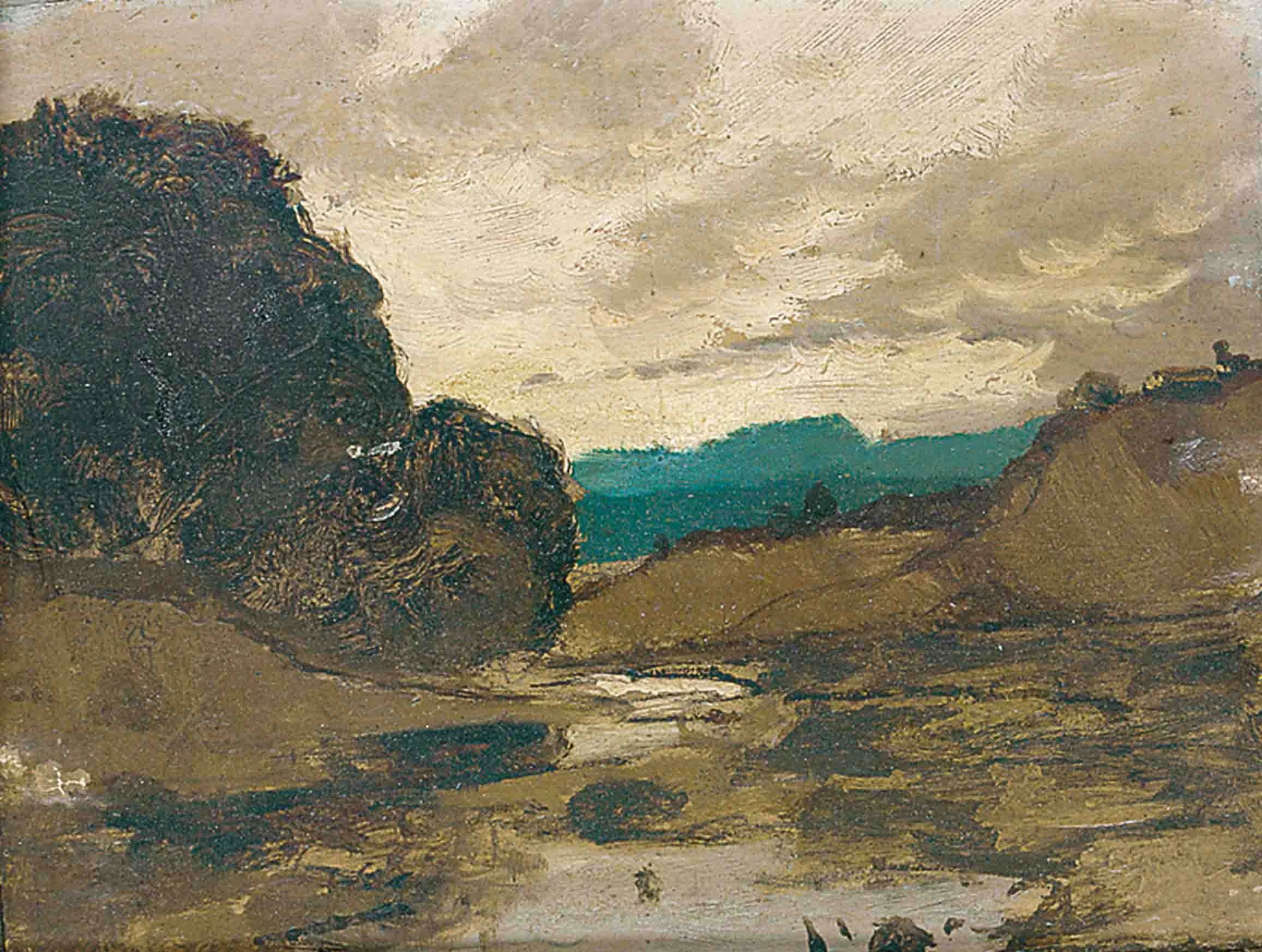
Sonnenuntergang über dem Fluss
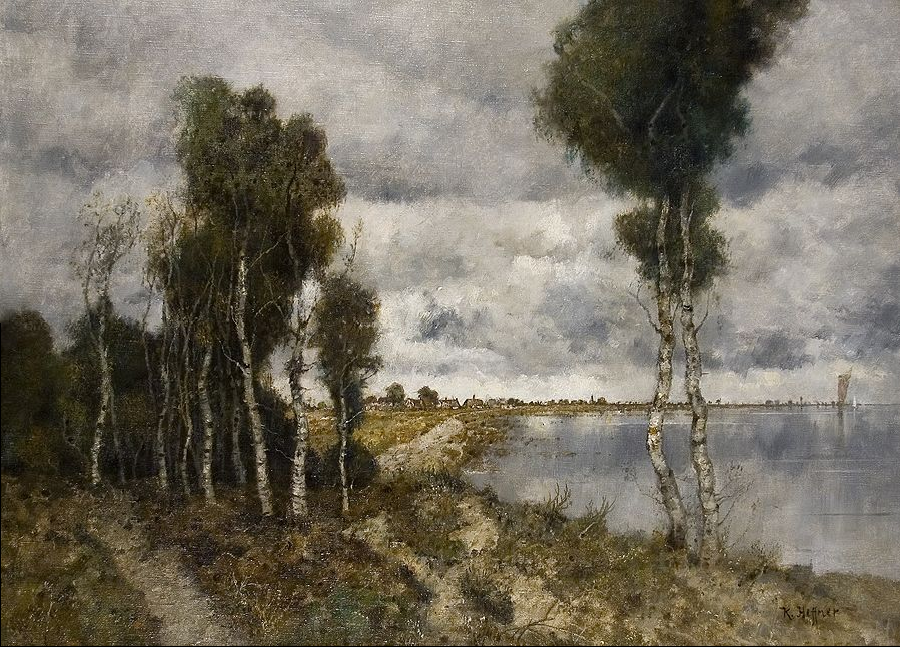
Am Ufer
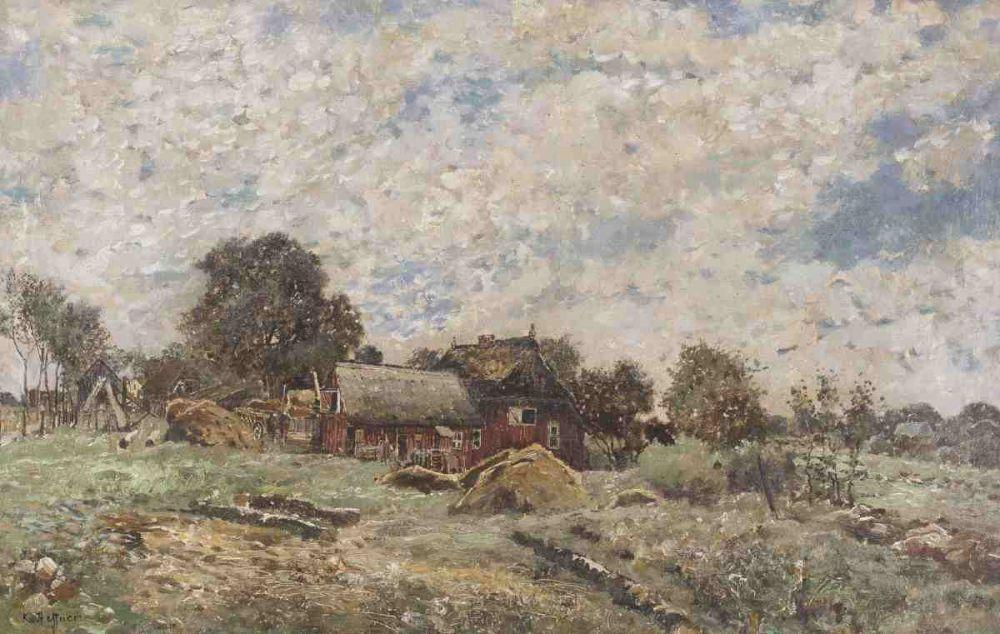
Bauernhof
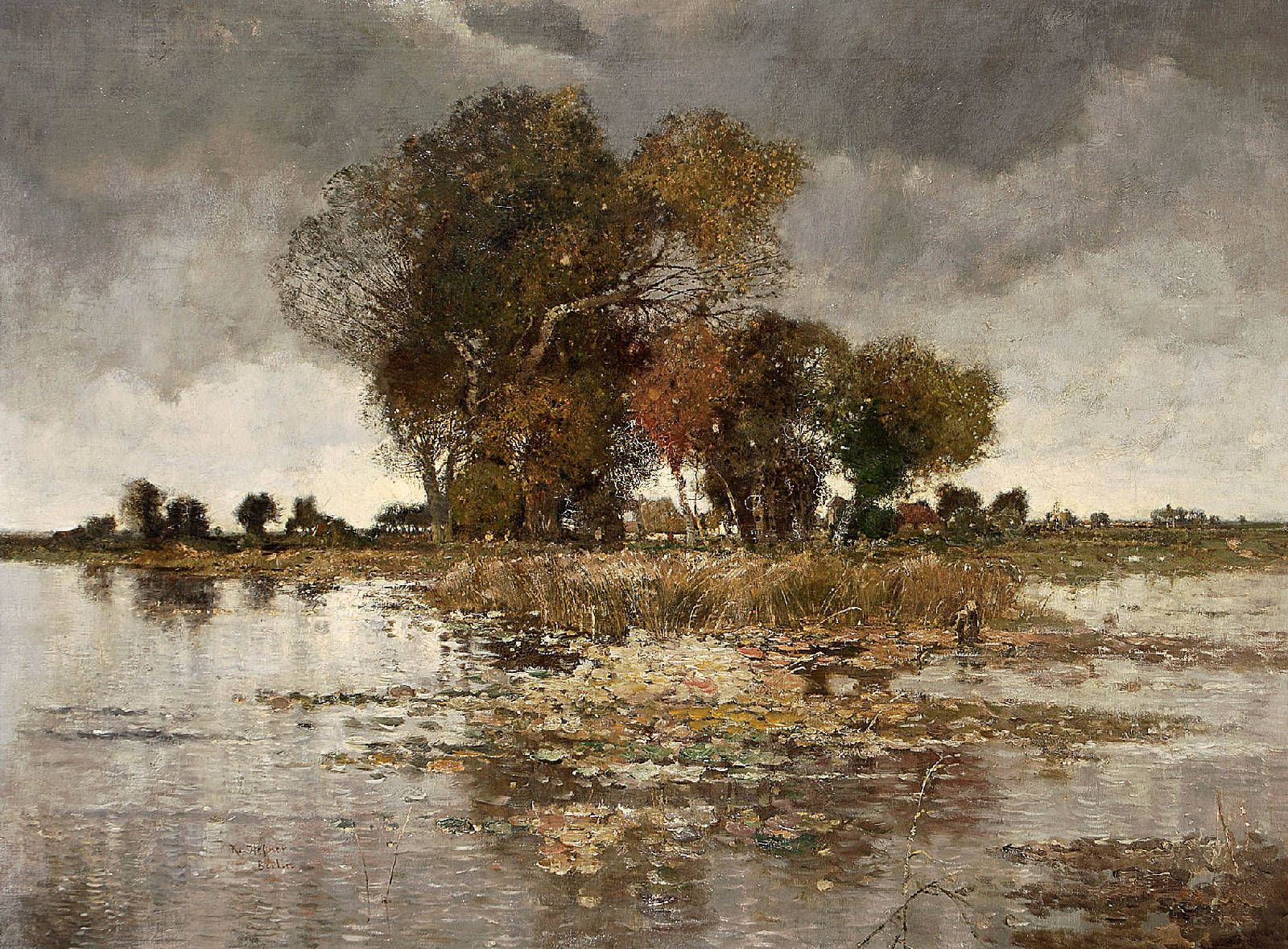
Baumgruppe am Flussufer
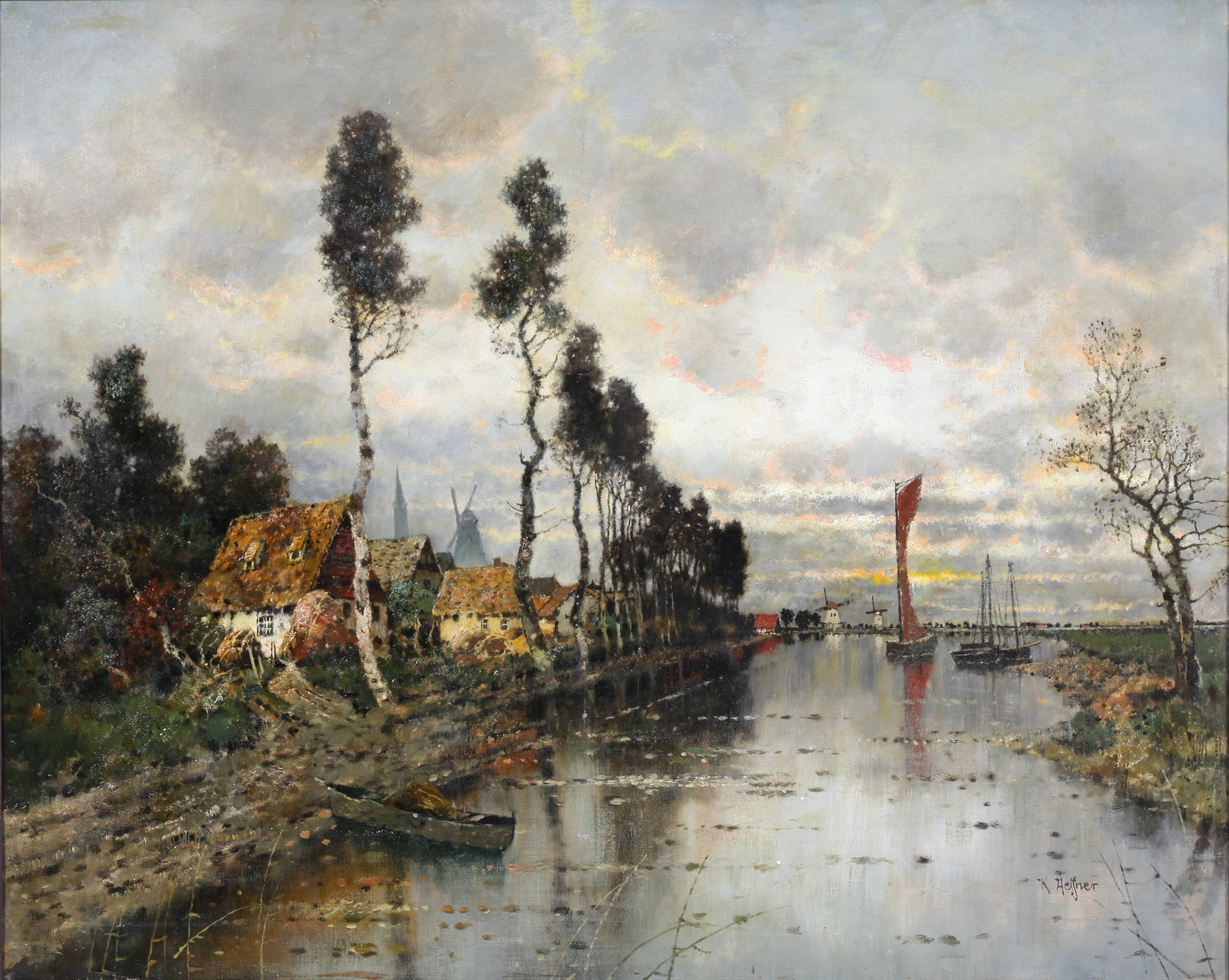
Holländische Flußlandschaft während eines Gewitters
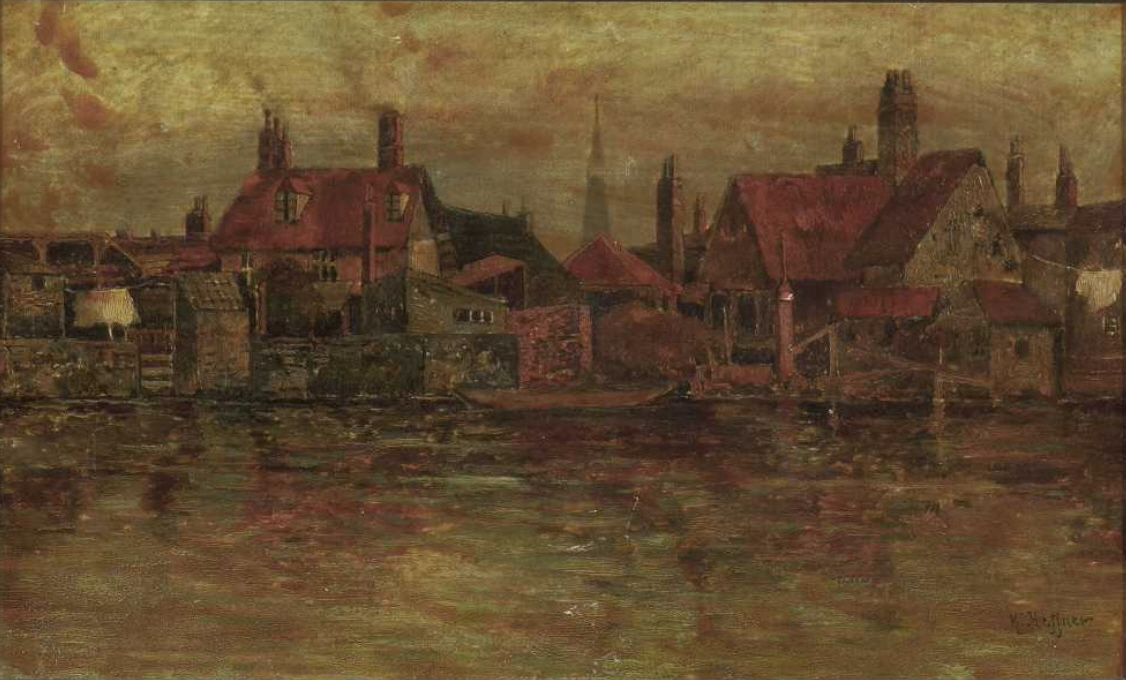
Old houses Windsor
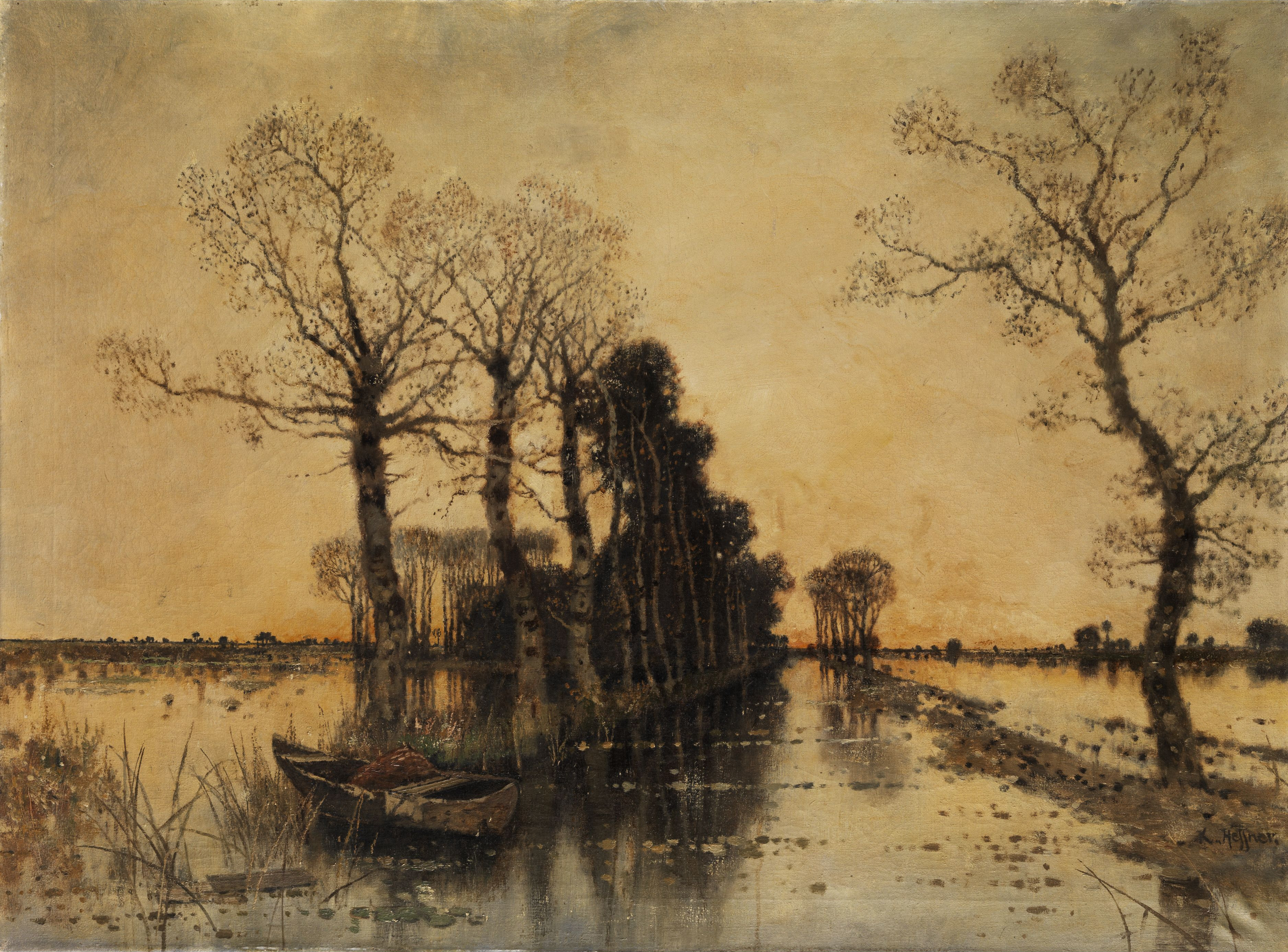
Moorlandschaft mit überschwemmter Allee